# Can Durà
Can Durà és una casa de Tiana (Maresme) inclosa a l'Inventari del Patrimoni Arquitectònic de Catalunya.

## Descripció
Edificació de tres cossos. Una franja edificada de planta baixa més primer pis resol el desnivell entre el pati i el carrer de Sant Cebrià. Les parets de càrrega han estat substituïdes per pòrtics de pilars i jàsseres. Té en l'interior sostres de bigues de fusta. La construcció no té cap element compositiu o històric destacable. El cos central té una marquesina de teula àrab a tres aiguavessos. L'acabament és una barana balustrada. .
Situat a la plaça, davant de l'església, té un pati arbrat al davant, amb accés a través d'un portal. A la tanca de la plaça hi ha les restes de 6 columnes d'estil clàssic dòric, que podrien formar part d'una pèrgola.